# Tridentinsk mässa

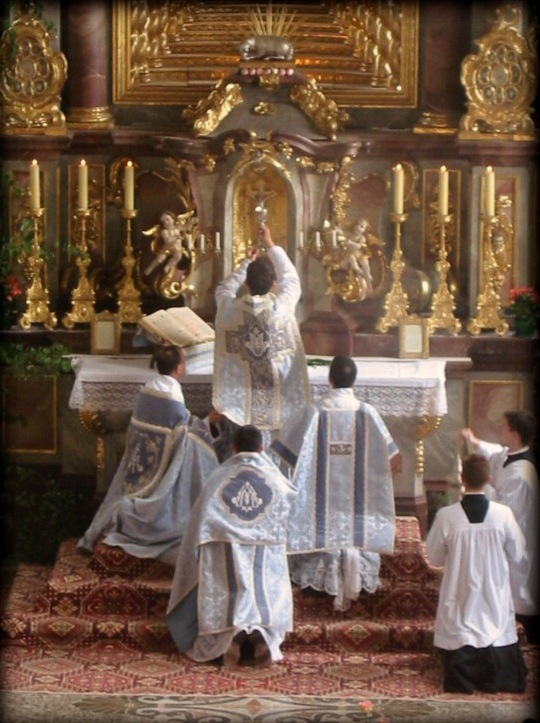
Mässa firas i den romerska ritens extraordinarie form

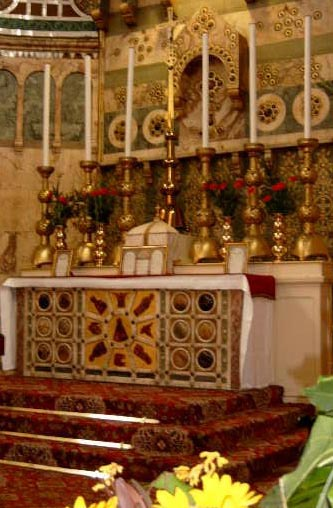
Högaltare berett för mässa enligt den så kallade tridentinska riten

Med tridentinsk mässa, tridentinsk rit eller tridentinsk liturgi betecknas inom Romersk-katolska kyrkan flera, besläktade företeelser. 
1. Ofta betecknas härmed den äldre romerska riten, det vill säga den romerska liturgiska traditionen sådan den förelåg innan den romerska riten genomgripande reformerades av påve Paulus VI. Denna form av den romerska riten sträcker så långt bakåt i tiden att säkra källor saknas. På Trientkonciliets (1545–1563) uppdrag kodifierades dess mässordning 1570 av påven Pius V, varav namnet tridentinsk. I allt väsentligt kan denna form av den äldre romerska liturgin sägas ha varit i bruk åtminstone mellan år 1000 och 1968. I denna betydelse talar man även om äldre romersk rit, om klassisk romersk rit och sedan Summorum pontificum publicerades 2007 om usus antiquior eller extraordinarie form av den romerska riten.
2. Stundom nyttjas begreppet mera precist för att beteckna just den normativa liturgiska textutgåva och de exakta rubriker som Pius V kodifierade på uppdrag av trientkonciliet.
3. Ibland avses istället den på Trientkonciliets uppdrag kodifierade romerska riten inklusive dess olika tillägg och förändringar t.o.m. 1962 (ibland 1965 eller t.o.m. 1967).

Begreppet tridentinsk rit kan av katoliker användas i såväl förklenande, som neutralt eller skönmålande syfte.
Från och med 1570 blev den romerska riten allt vanligare i den latinska kyrkan på bekostnad stiftens egna latinska riter. Vid denna tid skapades den romerska ritkongregationen, Sacra Rituum Congregatio, med uppdrag att övervaka samtliga latinska mässordningar. Detta kan till stora dela förklaras med den för tridentinsk katolicism[förklaring behövs] utmärkande centralismen. Skeendet påskyndades av minst två faktorer: 
1. De stiftsegna riternas, ur romersk synvinkel bristande renlärighet till följd av de jansenistinspirerade liturgiska reformer i upplysningsanda som i en del framför allt franska och tysktalande stift infördes under 1700-talet
2. De stiftsegna riterna hade förfallit till följd av den materiella ödeläggelse och oro som franska revolutionen och Napoleonkrigen medfört i stora delar av Europa, men även genom att Napoleon hade låtit avskaffa ett stort antal stift, som ofta hade egna riter knutna till sig. 1800-talets liturgiska rörelse med Prosper Guéranger som viktig drivkraft fick därför en romersk prägel. Den liturgiska rörelsen bidrog till att många stift övergav den egna riten till förmån för den romerska. Sedan Paulus VI:s liturgi började införas från och med 1969 finns mer än en form av den romerska riten.

## Terminologi
Uttrycket tridentinsk rit har fastnat i det katolska medvetandet, men är det mera korrekt att tala om den äldre (latin antiquior) romerska liturgin, då denna form av den romerska liturgin inte uppstod under eller efter Trientkonciliet utan är avsevärt äldre. Den äldre romerska riten förknippas även med påven Johannes XXIII, då denne 1962 gav ut den sista normerande utgåvan (editio typica) av de romerska liturgiska böckerna i äldre rit före Paulus VI:s liturgireform i slutet av 1960-talet.

## Kodifiering
För att stävja missbruk och förhindra vad man såg som en protestantisering av liturgin hade det tridentinska kyrkomötet (hållet i italienska Trento 1545–1563) beordrat kodifieringen och nyutgivningen av den romerska liturgin – en uppgift som 1570 fullföljdes av påven Pius V. Härvidlag kom särskilt missalet i fokus, då såväl Calvin som Luther och Zwingli tolkade mässan annorlunda. Ditintills hade liturgin inom den latinska kyrkan följt olika likartade ordningar, så kallade riter, över vilka varje enskilt stift och varje enskild ordensgemenskap vakat, exempelvis den dominikanska riten eller stiftet Milanos egen liturgi). Pius V:s kodifiering avskaffade inte dessa olika latinska riter men gjorde den romerska liturgin till norm. Stift eller religiösa ordnar med egen latinsk ritual vars liturgiska böcker inte kunde uppvisa en ålder om minst 200 år, avskaffades och ersattes av den romerska riten; övriga befästes.
Föreställningen att den tridentinska liturgin uppstod på 1500-talet är alltså oegentlig. Den så kallade tridentinska riten är densamma som liturgin i staden Rom kring år 1000, troligtvis redan kring år 850. Den skiljer sig inte mycket från Gregorius den stores rit från 600-talet, bortsett från offertoriet, trappstegsbönerna och slutevangeliet. Dess äldsta delar, delar av kanon samt delar av mässpropriet, är från 300-talet eller äldre. Den äldre romerska liturgin kan beskrivas som en urgammal romersk grund på vilken inympats element från den latinska gallikanska liturgin i Frankrike. Karl den store hade bett Rom om att få överta den romerska liturgin. Den romerska liturgin berikades av den gallikanska, och denna rikare form blev norm även i Rom. Liturgihistorikerna menar att det särskilt är den tridentinska mässans offertorium man ser den gallikanska influensen.

## Liturgireform
När Paulus VI 1969/1970 införde en ny liturgi uppfattades denna av vissa[källa behövs] stå i motsats till tidigare liturgiska tradition. Man kom att tala om den tridentinska liturgin å ena sidan och om Paulus VI:s liturgi å den andra. Frågan huruvida Paulus VI:s liturgi var tillfredsställande och motsvarade Andra Vatikankonciliets dokument om liturgin (Sacrosanctum Concilium) eller inte skulle länge splittra katolikerna. I och med Benedictus XVI:s skrivelse Summorum Pontificum den 7 juli 2007 är dock den tridentinska liturgin åter en oomtvistad del av den romerska riten. I Sverige idag firas den på ett flertal platser.

## Karakteristiska drag
Moderna betraktare brukar uppleva den tridentinska mässan som antingen högtidlig och tidlös eller som alltför långt driven ritualism. Den kräver stora mängder skolning noggrannhet och precision av prästerna och altartjänarna. Den ställer även precisa krav på den liturgiska utrustningen; under "Rubricae generales" i Missale romanum anges material som linne och siden, kärl av ädelmetall och att ljusen ska innehålla en viss mängd bivax. Den tridentinska liturgin firas genomgående på latin och åtföljs av gregoriansk, men även av flerstämmig sång. Prästen står inte vänd mot folket, versus populum, genom hela mässan som i Paulus VI:s liturgi. Istället står prästen liksom i de östliga riterna vänd mot öster (eller mot korset när kyrkan ifråga inte är orienterad), ad orientem, när han ber. Alltsedan urkyrkans tid  har öst och den uppåtgående solen stått för den återuppståndne Kristus.

## Källor

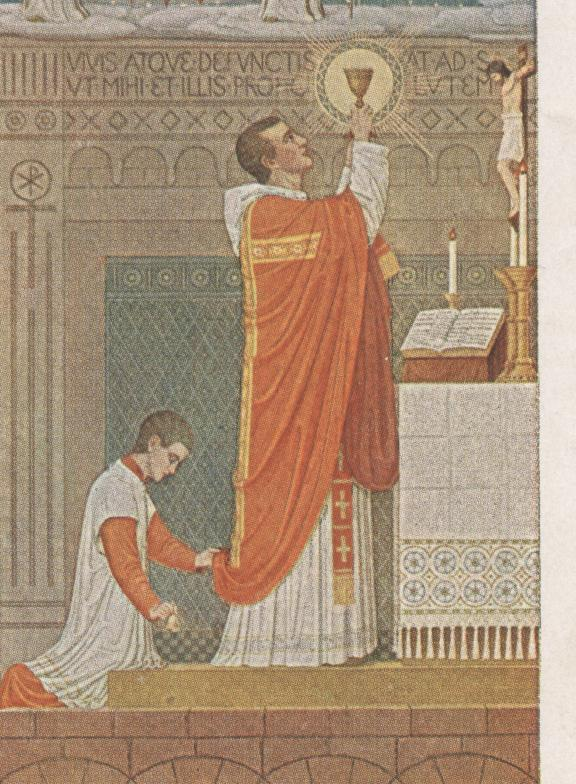
Tridentinsk mässa.

### Källnoter
1. ↑   Uwe Michael Lang, Turning towards the Lord